# ヤマウズラの聖母
『ヤマウズラの聖母』（ヤマウズラのせいぼ、露: Мадонна с куропатками, 英: Madonna with Partridges）、または『エジプト逃避途上の休息』（エジプトとうひとじょうのきゅうそく、露: Отдых на пути в Египет, 英: Rest on the Flight into Egypt）は、バロック期のフランドルの巨匠アンソニー・ヴァン・ダイクが1632年にキャンバス上に油彩で制作した絵画である。画中の動物はパウル・デ・フォスによって描かれている。作品は現在、サンクトペテルブルクのエルミタージュ美術館に所蔵されている。

## 作品
ヴァン・ダイクの1630年制作の『エジプト逃避途上の休息』 (アルテ・ピナコテーク、ミュンヘン) 同様、本作の主題は「マタイによる福音書」 (2章13節) 、および「偽マタイによる福音書」 (20章) から採られてい。ヴァン・ダイクは、本作にイエス・キリストを賑やかで楽しい踊りで楽しませる天使たちを加えている。このモティーフは15世紀の終わりに絵画に登場したものである。天使たちの変化に富む動きに対し、聖母子は自然な親しみやすさの中にも、ある種のモニュメンタルな存在感を持ち、画面のバランスを保っている。
作品はアントウェルペンの独身者団体 (聖母マリアに献身し、イエズス会に導かれた同心会) により委嘱され、いくつかの寓意が絵画に表されるよう非常に細かな要望が出された。聖母の上のひまわりと彼女の左側のオウムは、「無原罪の御宿り」による彼女の聖性に言及している。本作の題名となっているヤマウズラ (チェーザレ・リーパの『イコノロギア《Iconologia》』では「放蕩」の象徴) は、(放蕩するように) 罪深い物事をすべて消し去る聖母の純潔性を表す。彼女の足元のザクロは、復活 (キリスト教)、処女性、貞節性を同時に象徴する。聖家族の背後のリンゴの木は、聖母が原罪を克服する役割の一部を受け持ち、ユリは喜び、愛、美を象徴する彼女のアトリビュート (人物を特定するもの) である。

## 来歴
ロシアの女帝エカチェリーナ2世は、1779年に本作とヴァン・ダイクの他の作品をホートン・ホールにあったウォルポール・コレクションから購入した。プーシキンの時代までに、本作はロシアで最も有名なヴァン・ダイクの作品の1つとなった。プーシキンは、エウゲーニイ・オネーギンが友人のレンスキー (Lensky) とともに、オルガ・ラリーナ (Olga Larina) の容貌に対して持つ第一印象を描写する際に本作に言及した。それは、「オルガの顔立ちには生気がない/まさにヴァン・ダイクの聖母のように。/この愚かな月のように、彼女は丸い、赤ら顔をしている/この愚かな空」。しかしながら、ラファエロの『システィーナの聖母』(アルテ・マイスター絵画館、ドレスデン) ではなく本作がプーシキンの詩『聖母』と関連していることは、いまだに証明されていない。